# Shuangsheng (köping i Kina, Sichuan, lat 31,31, long 106,40)
Shuangsheng (kinesiska: 双胜镇, 双胜) är en köping i Kina. Den ligger i provinsen Sichuan, i den sydvästra delen av landet, omkring 230 kilometer öster om provinshuvudstaden Chengdu. Antalet invånare är 19 613. Befolkningen består av 9 348 kvinnor och 10 265 män. Barn under 15 år utgör 18,0 %, vuxna 15-64 år 71 %, och äldre över 65 år 10,0 %.
Genomsnittlig årsnederbörd är 1 418 millimeter. Den regnigaste månaden är juli, med i genomsnitt 272 mm nederbörd, och den torraste är december, med 6 mm nederbörd.